# ACOMPANAR
ACOMPANAR（アコンパニャール、2005年結成）は、関東出身のソングライター、編曲家、レコーディング&マスタリング・エンジニアグループ。

## 楽曲提供作品

### CD
- 堀江由衣
  - 「ラララ愛の歌」（作詞/作曲/編曲、アルバム「Darling」収録）
  - 「伝えられない言葉」（作詞、アルバム「Darling」収録）
  - 「ハロー」（編曲、アルバム「Darling」収録）
  - 「ほしぞらとパジャマ」（作詞/作曲/編曲、シングル「silky heart」収録）
  - 「moment」（作詞/編曲、アルバム「HONEY JET!!」収録）
  - 「Dear...」（編曲、アルバム「HONEY JET!!」収録）
- 宮崎羽衣
  - 「マジカルちょーだいっ」（作曲、シングル「マジカルちょーだいっ」収録）
- 徳永愛
  - 「コイゴコロ」（作詞/作曲/編曲、シングル「マジカルちょーだいっ」収録）
- 酒井香奈子
  - 「I’M ON YOUR SIDE」（作曲/編曲、アルバム「アニメ『REC』キャラクター・ソング・アルバム」収録）
- 小野大輔
  - 「紫紺の火道」（作曲/編曲、アルバム「ネオ アンジェリーク～My First Lady～」収録）
  - 「君の手」（作詞/作曲/編曲、「Aチャンネル第七話劇中歌」）
- 福原香織
  - 「オチャメロディカルビューティバンバン」（編曲「Aチャンネル第七話劇中歌」）
- 遊佐浩二
  - 「タナトスの声を聞け」（編曲「TIGER & BUNNY」キャラクターソングアルバム「BEST OF HERO」」収録）
- 竹達彩奈&花澤香菜
  - 「WONDERFUL GIRL」（編曲「～俺の妹がこんなに可愛いわけがないComplete Collection＋～俺妹コンプ＋!」収録）
- ～俺の妹がこんなに可愛いわけがないComplete Collection＋～俺妹コンプ＋!（編曲）
  - 妹プリ~ズ!／高坂桐乃（CV：竹達彩奈）
  - 好きなんだもん!／高坂桐乃（CV：竹達彩奈）
  - Masquerade!／黒猫（CV：花澤香菜）
  - †命短し恋せよ乙女†／黒猫（CV：花澤香菜）
  - 白いココロ／新垣あやせ（CV：早見沙織）
  - マエガミ☆／田村麻奈実（CV：佐藤聡美）
  - いいえ、トムは妹に対して性的な興奮を覚えています／来栖加奈子（CV：田村ゆかり）

### DVD
- 堀江由衣
  - 「伝えられない言葉」（作詞、DVD「堀江由衣をめぐる冒険2～武道館で舞踏会～Q&A」収録）

## エンジニアとしての参加作品
- tacica
  - 「人鳥哀歌e.p.」（全曲録音&トラックダウン,シングル）
  - 「メトロ」（録音&トラックダウン,シングル）
  - 「jacaranda」（全曲録音&トラックダウン,アルバム）
  - 「カナリヤ」 （録音&トラックダウン,トリビュート・アルバム「THIS IS FOR YOU〜THE YELLOW MONKEY TRIBUTE ALBUM」収録）
  - 「神様の椅子e.p.」 （全曲録音&トラックダウン,シングル）
- シングル「神様の椅子e.p.」よりトラックダウンにDSDレコーダーを使用。マスタリング時にもDSDレコーダーより再生してマスタリングを行う。
- ClariS
  - 「アナタニFIT」（録音&トラックダウン,シングル「nexus」収録）
- 小野大輔
  - 「君の手」（録音&トラックダウン「Aチャンネル第七話劇中歌」）
- 福原香織
  - 「オチャメロディカルビューティバンバン」（録音&トラックダウン「Aチャンネル第七話劇中歌」）